# Riga FC
Riga Football Club är en lettisk fotbollsklubb från Riga, grundad 2014. Klubben spelar sina hemmamatcher på Skontostadion i centrala Riga. Sedan 2016 spelar man i lettiska högstaligan Virslīga. 

## Meriter
- Lettiska ligan: 2018, 2019, 2020.[1]
- Lettiska cupen: 2018, 2023.[2]

## Placering tidigare säsonger
| Säsong | Nivå | Liga     | Placering | Webbplats |
| ------ | ---- | -------- | --------- | --------- |
| 2016   | 1    | Virslīga | 5         | [ 3 ]     |
| 2017   | 1    | Virslīga | 3         | [ 4 ]     |
| 2018   | 1    | Virslīga | 1         | [ 5 ]     |
| 2019   | 1    | Virslīga | 1         | [ 6 ]     |
| 2020   | 1    | Virslīga | 1         | [ 7 ]     |
| 2021   | 1    | Virslīga | 4         | [ 8 ]     |
| 2022   | 1    | Virslīga | 2         | [ 9 ]     |
| 2023   | 1    | Virslīga | 2         | [ 10 ]    |
| 2024   | 1    | Virslīga | 2         | [ 11 ]    |

## Trupp 2022
Uppdaterad: 21 april 2022
| Nr | Land      | Pos | Namn              |
| -- | --------- | --- | ----------------- |
| 1  | Lettland  | MV  | Ilja Isajevs      |
| 3  | Lettland  | F   | Antons Kurakins   |
| 4  | Serbien   | F   | Miloš Vranjanin   |
| 5  | Grekland  | MF  | Thanos Petsos     |
| 7  | Ukraina   | MF  | Yuriy Vakulko     |
| 8  | Lettland  | F   | Ritvars Rugins    |
| 9  | Lettland  | F   | Armands Pētersons |
| 10 | Brasilien | MF  | Gabriel Ramos     |
| 11 | Finland   | MF  | Mikael Soisalo    |
| 12 | Lettland  | MV  | Roberts Ozols     |
| 13 | Lettland  | F   | Raivis Jurkovskis |
| 15 | Lettland  | MF  | Raivis Kiršs      |
| 16 | Lettland  | MV  | Nils Purins       |

| Nr | Land           | Pos | Namn                                       |
| -- | -------------- | --- | ------------------------------------------ |
| 19 | Ghana          | MF  | Joselpho Barnes                            |
| 20 | Marocko        | MF  | Karim Loukili                              |
| 21 | Ghana          | F   | Baba Musah                                 |
| 25 | Kongo-Kinshasa | F   | Ngonda Muzinga                             |
| 29 | Frankrike      | A   | Jean-Baptiste Léo                          |
| 32 | Brasilien      | MF  | Wesley Natã                                |
| 33 | Lettland       | MF  | Vladimirs Kamešs                           |
| 34 | Lettland       | F   | Antonijs Černomordijs (kapten)             |
| 77 | Belarus        | MF  | Yury Kendysh                               |
| 80 | Ukraina        | MF  | Vladlen Yurchenko                          |
| 90 | Ukraina        | A   | Oleksandr Filippov (lån från Sint-Truiden) |
| 91 | Bulgarien      | A   | Georgi Minčev                              |
| 94 | Österrike      | F   | Christoph Martschinko                      |